# دار السعف (بعدان)

تعديل مصدري - تعديل

دار السعف محلة تابعة لقرية الحقيبي، التابعة لعزلة المنار بمديرية بعدان إحدى مديريات محافظة إب في الجمهورية اليمنية، بلغ تعداد سكانها 100 حسب تعداد اليمن لعام 2004.